# Operation Ranch Hand
Operation Ranch Hand war die größte Operation des U.S. Militärs während des Vietnamkrieges zur Ausbringung von Herbiziden. In den Jahren 1962 bis 1971 wurden Entlaubungsmittel wie Agent Orange mit Flugzeugen ausgebracht, um Feindbewegungen im Dschungel besser beobachten zu können. Nachdem die ersten Sprühflüge wenig Wirkung zeigten, befahl das Military Assistance Command, Vietnam stärkere Formulierungen. Später wurde der Einsatz auf Plantagen mit Nahrungsmitteln ausgeweitet, um den Feind auszuhungern und die Südvietnamesen in Internierungslager zu drängen. 1969 war die Hälfte des anbaufähigen Landes besprüht. In den nachfolgenden Projekten Operation Sherwood Forest und Operation Pinky Rose wurden auf die vertrockneten Pflanzen Brandbomben abgeworfen, um vorsätzlich Feuerstürme auszulösen.

## Maskottchen

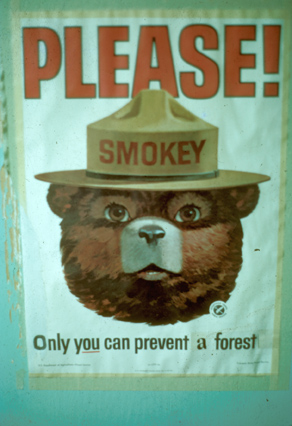
Zynische Smokey Bear-Verballhornung

Der Slogan „Only you can prevent a forest!“ geht vermutlich auf einen Scherz eines Soldaten zurück, der ein Poster des United States Forest Service abänderte. Das nach dem Zweiten Weltkrieg sehr bekannte Maskottchen „Smokey Bear“ war Teil einer Kampagne zur Verhinderung von Waldbränden durch unachtsamen Umgang mit Feuerquellen. Die Poster wurden in den späten 1965er Jahren auf den Übungsplätzen der Langley Air Force Base in Virginia, der Eglin Air Force Base in Florida und der Bien Hoa Air Base in Vietnam aufgehängt.
Die eingesetzten Douglas DC-3 und kleineren Leichtflugzeuge bekamen von Piloten den Spitznamen „Smokey Bears“. Ihre Aufgabe war es, Feindstellungen und zu entlaubende Wälder mit Rauchgranaten oder Signalraketen zu markieren. Ein gefährliches Ereignis, bei dem die Rauchbombe versehentlich im Flugzeug verblieb und dem Piloten die Sicht nahm, wurde „Smokey the Bear“ genannt.

## Kritik
Bereits 1964 kritisierte die Federation of American Scientists den Einsatz von Herbiziden. Sie mahnte an, dass die USA den Krieg zur Erprobung von chemischer und biologischer Kriegsführung verwendete. Zudem waren sowohl Kämpfer als auch die Zivilbevölkerung von den Maßnahmen betroffen. Ein Jahr später wurde dem Wissenschaftsberater des Präsidenten eine Petition vorgelegt, die bis dahin 5.000 Wissenschaftler, unter ihnen 17 Nobelpreisträger, unterzeichnet hatten. Auch die National Academy of Sciences übte Druck auf Präsident Johnson aus, da sie fürchteten, dass die moralische Hemmschwelle zum Einsatz tödlicher chemischer Waffen herabgesetzt würde. Das Programm wurde schließlich abgebrochen, nachdem eine Studie im Herbst 1969 die Komponente 2,4,5-T der Agent-Orange-Rezeptur im Tierversuch mit Fehlbildungen und Totgeburten in Zusammenhang brachte, die auch verstärkt in der Region auftraten.

## Folgen

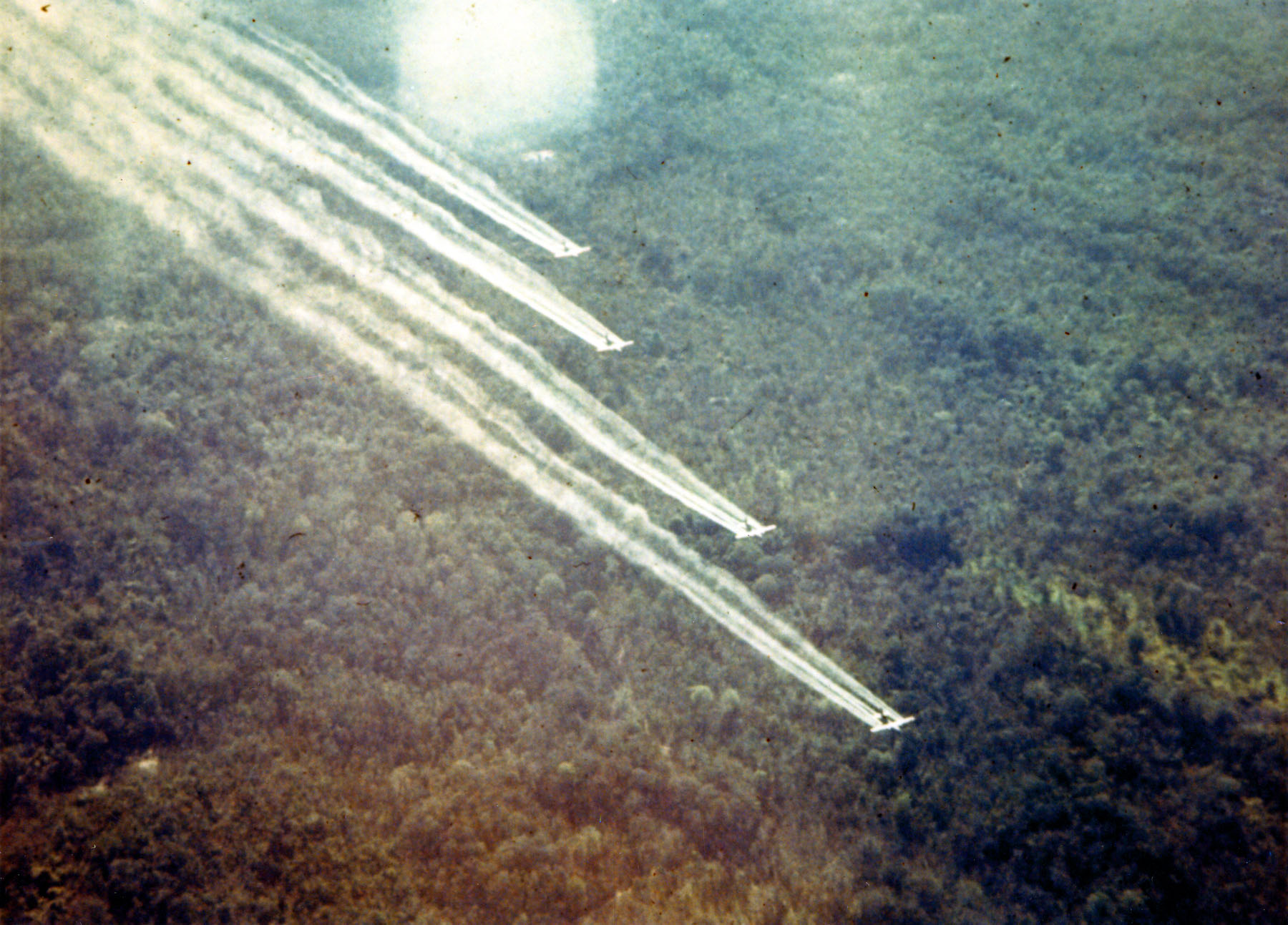
Ausbringung von Herbiziden

Etwa ein Zehntel der Bäume, die einmal besprüht wurden, starben ab. Das Waldsterben nahm in den Bereichen, die mehrfach besprüht wurden, um 50–80 % zu. Aufgrund des warmen Klimas wurden die Blätter sehr schnell kompostiert. Wegen starken Regenfalls in der Region wurden die Nährstoffe aus dem Boden gespült und gingen verloren. Eine Erholung des Nährstoffgehalts im Boden dauerte mehrere Jahrzehnte. Es kam zunächst hauptsächlich zur Ansiedlung von Silberhaargras und Bambus. Folglich wurde die Primärproduktion stark reduziert. Bis der Altwuchs wiederhergestellt sein wird, werden Jahrhunderte vergehen. Die Auswirkungen auf den Mangrovenwald waren komplett andersartig: Statt einer Entlaubung kam es zum kompletten Absterben der Pflanzengemeinschaft, da diese sehr viel sensitiver auf den Einsatz von Herbiziden mit Hormoneigenschaften reagieren. Deckung und Nahrung gingen nicht nur den Kämpfern der NFB, sondern auch für die Tierpopulation verloren. Insgesamt wurden 20 % der Mangroven vollständig vernichtet. Aus ökonomischer Sicht wurden 47 Millionen m³ handelbares Nutzholz zerstört. Die wirtschaftlichen Schäden für das unterentwickelte Südvietnam werden auf 500 Millionen US-Dollar geschätzt. Ebenfalls betroffen waren die Hauptexportgüter Reis und Gummi, da die Wälder Grundwasser für den Reisanbau und Gummibaumplantagen bereitstellten.
Zudem kam und kommt es weiterhin zu einem drastisch erhöhten Auftreten von schweren Fehlbildungen bei Kindern, Krebserkrankungen und Immundefekten (siehe auch: Agent Orange#Schäden und Probleme bis heute).